# Xue Jinghua
Dans ce nom chinois, le nom de famille, Xue, précède le nom personnel.
Xue Jinghua (chinoise : 薛菁华 ; pinyin : Xuē Jīnghuá), née le 7 octobre 1946, est une ballerine chinoise qui a fait partie du Ballet national de Chine, lorsque cette troupe de danse interprétait une pièce restée fameuse, Le Détachement féminin rouge. Xue Jinghua y a joué le rôle de l’héroïne principale, appelée Wu Qinghua. Elle est de fait pour ce spectacle ballerine prima (première danseuse). Elle a joué également dans la deuxième adaptation cinématographique chinoise du même thème, sortie en 1970/1971.

## Biographie
Xue Jinghua naît à Wuxi dans une famille d'intellectuels. Sa mère l'encourage à poursuivre ses études dans les arts, en particulier la danse. Lorsque l'Académie de danse de Pékin invite un professeur de ballet de l'Union soviétique à enseigner en 1956, la mère de Xue Jinghua l’emmène à Pékin pour une audition. Elle réussit les examens et est admise.
Elle est associée à la troupe du Ballet national de Chine en 1963. Elle est relativement peu connue en tant que ballerine avant d'être affectée à un spectacle en préparation : Le Détachement féminin rouge. Le thème de ce ballet serait inspiré d’un fait réel des années 1930 : une jeune femme de la campagne, battue par son maître, se révolte et rejoint l’armée rouge, au sein de laquelle un détachement militaire féminin aurait été créé qui participe à la Longue Marche. Pour ce ballet, les danseurs et danseuses auraient effectué, en plus des répétitions usuelles, un passage au sein de véritables unités militaires pour apprendre le maniement d’armes, d’une part, et pour mieux incorporer, d’autre part, dans leur allure et leur gestuelle, la dynamique propre aux troupes militaires. Si l’on en croit les photographies de l’époque, ou les représentations de ce ballet en France (sur la même chorégraphie, mais plus de 40 ans plus tard), « Certaines scènes n'évitent pas la naïveté ou le surjeu avec force hochements de menton déterminés. Celle de l'entraînement des recrues féminines dans les montagnes flirte avec l'imagerie mais l'ensemble, sans doute à cause de sa charge politique solide, passe la rampe. Le paradoxe excitant de cette pièce réside dans l'utilisation du vocabulaire du ballet classique, introduit dans les années 1930 en Chine, pour raconter une histoire de lutte des classes, de sang, de mort. L'armée de filles […] envoie ses ex-tyrans au tapis du bout de ses chaussons de pointes bien placées ». Et Rosita Boisseau de préciser, en visualisant ce ballet en 2009 : « Au-delà du scénario, cette tranche de révolution féminine gaillarde et palpitante, parfois burlesque même dans ses scènes de castagne, pioche aussi son exotisme du côté des acrobaties traditionnelles de l'Opéra de Pékin et des arts martiaux ». Le personnage de l'héroïne, la jeune paysanne devenue soldat, est très exigeant, par le dynamisme requis pour ce rôle sur scène,.
Il a été rapporté que Jiang Qing a vu Xue Jinghua se produire et qu’elle a conseillé à la troupe de donner un rôle à cette danseuse. Xue Jinghua aurait d'abord été choisie pour le personnage commandant la compagnie féminine, puis pour le rôle de l’héroïne Wu Qinghua, la jeune paysanne. Le choix de Xue Jinghua pour le rôle de Wu Qinghua aurait été suggéré par une autre personnalité politique d’importance, Zhou Enlai.
Une première version cinématographique du thème de ce détachement militaire féminin communiste était sortie en 1961, réalisée par Xie Jin avant la création du ballet qu’elle avait inspirée et avant la révolution culturelle. Une deuxième version cinématographique est présentée en 1971 en Chine, s’appuyant sur le ballet et cinq ans après le début de la révolution culturelle. Xue Jinghua y joue toujours le rôle de l’héroïne principale, un autre danseur et acteur connu, Liu Qingtang (en), étant choisi pour le rôle de Hong Changqing, le commissaire politique de ce détachement militaire féminin, un rôle symboliquement important (quelques années plus tard, en janvier 1975, Liu Qingtang sera nommé par Jiang Qing au poste de vice-ministre chinois de la Culture). Ce film a été projeté à travers le pays dans tous les cinémas, toutes les usines et tous les villages au cours des années suivantes, jusqu'en 1976, lorsque la révolution culturelle a officiellement pris fin. Grâce à ce film, Xue Jinghua a acquis une renommée nationale. Là encore, le rôle est très exigeant, puisque, comme dans le ballet, plus de la moitié du film (42,25 minutes) met en vedette Xue Jinghua sur scène, en solo, en duo ou en ensemble.
Lorsque Richard Nixon, le 37e président des États-Unis, se rend en Chine en 1972, le ballet sur Le Détachement féminin rouge lui est présenté, et Xue Jinghua est toujours l’interprète du rôle de l’héroïne Wu Qinghua
Xue Jinghua quitte le Ballet national en 1990. Elle enseigne la danse au Huaxia Art Center de Shenzhen de 1993 à 2015. Elle intervient ponctuellement en 2002 dans le jury d’une l'émission de la CCTV : Dance Competition.